# 김경준 (축구 선수)
김경준(金京俊, 1996년 10월 1일 ~ )는 대한민국의 축구 선수로 포지션은 센터포워드, 공격형 미드필더이며 현재 K리그2 김포 FC 소속이다.

## 선수 생활
대구 동구의 반야월초등학교에서 축구를 시작하여, 경기도의 백암중학교, 신갈고등학교를 거쳐 영남대학교 축구부에 입단하였다. 2016년 추계대학축구연맹전 7월 대회에서 9골을 기록하였고, 그 중 3골은 결승전에서 경기대학교 축구부를 만나 해트트릭으로 기록하였다. 제47회 추계 1,2학년 대학축구연맹전 8월 또 다시 결승전에 오른 영남대학교 축구부는 사이버한국외국어대학교를 상대로 결승골을 기록, 대회 총 8골을 기록하며, 2개 대회 연속 우승 및 연속 득점왕 기록을 세웠다. 김병수 당시 영남대학교 감독과 축구 전문가 사이에선 특출난 체격이나 스피드는 없지만, 득점을 기록하는 능력만큼은 탁월하다는 평가를 받았다. 또한 U리그 권역별 대회에서 8골을 기록하며, 한 해 3개 대회 연속 득점왕을 차지하였다.
11월 28일 K리그 클래식 2017로 승격한 대구 FC에 신인 자유계약으로 입단하였다.
2018년 여름 이적시장을 통해 FC 안양으로 임대되었다. 7월 8일 열린 부천 FC 1995와의 경기에서 안양 임대 후 첫 골을 터뜨렸다.김경준은 안양에서 18경기에 출전하여 3골 3도움을 기록하였다.
반 년간의 FC 안양을 마치고 원 소속팀 대구 FC로 돌아온 그는 2019시즌을 앞두고 서울 이랜드 FC에 임대되었다.
2020년 1월, 황태현과의 맞트레이드로 안산 그리너스 FC로 이적하였다.